# Josef Hucl
Josef Hucl (25. prosince 1871 Koterov – 27. dubna 1948) ,byl český a československý podnikatel, národohospodář, politik, meziválečný poslanec Revolučního národního shromáždění, později senátor Národního shromáždění ČSR za Republikánskou stranu československého venkova (agrárníky).

## Biografie
Jeho rodiče byli sedláci z Koterova. Absolvoval reálné gymnázium v Plzni a hospodářskou školu v Klatovech a hospodařil na rodinném statku. V roce 1901 v rodné obci koupil mlýn a založil při něm pekárnu. Angažoval se v místních spolcích. V roce 1895 byl zvolen do výboru Občanské besedy v Koterově. Podporoval Sokola. Byl jednatelem Hospodářského spolku pro okres Plzeň. Roku 1903 se stal starostou Koterova, v letech 1900–1938 zasedal v obecním zastupitelstvu za agrární stranu. V agrárním hnutí byl aktivní už od konce 19. století. V roce 1896 vystoupil na schůzi rolníků v Rabí. Byl spolupracovníkem Antonína Švehly.
V letech 1908–1911 zasedal v Českém zemském sněmu. Byl sem zvolen v zemských volbách roku 1908 za kurii venkovských obcí, obvod Plzeň, Kralovice. Uvádí se jako český agrárník.
Byl angažován i v hospodářských a finančních strukturách. V roce 1908 byl zvolen do správní rady banky Slávie a o rok později byl jmenován předsedou tohoto pojišťovacího ústavu (v této bance se angažoval i ve 20. letech). V roce 1909 se také stal členem vedení Hospodářského družstva v Plzni a v letech 1918–1927 byl jeho předsedou. V roce 1910 spoluzakládal Plzeňskou banku a zasedal v jejích řídících orgánech až do roku 1946. Za první světové války byl členem domácího odboje (Maffie). V roce 1918 inicioval založení Střední hospodářské školy pro západní Čechy v Plzni.
V letech 1918–1920 zasedal v Revolučním národním shromáždění. Na mandát rezignoval v únoru 1920. Byl profesí rolníkem a mlynářem. V parlamentních volbách v roce 1920 získal za agrárníky senátorské křeslo v Národním shromáždění. V senátu zasedal do roku 1925. V letech 1920–1925 byl členem předsednictva agrární strany.
I ve 20. a 30. letech pokračoval ve svých aktivitách ve vedení českých pojišťovacích, bankovních a hospodářských ústavů (Úrazová pojišťovna dělnická pro Čechy, Spořitelna česká, První česká zajišťovací banka). Okolo roku 1926 zakoupil od vnuka Emila Škody zbytkový statek v Kozolupech, kvůli čemuž ho kritizovala Komunistická strana Československa v parlamentní interpelaci téhož roku jako protekčního zbohatlíka. V roce 1941 byl Hucl kvůli svým majetkovým poměrům vyšetřován Národním soudem. Řízení bylo zastaveno po zrušení Národního soudu roku 1942.